# NGC 12
NGC 12 és una galàxia espiral intermèdia localitzada en la constel·lació dels Peixos.